# Michael Rose
Michael Rose (Kingston (Jamaica), 11 juli 1957) is een Jamaicaanse reggaesinger-songwriter. Rose had een brede stem en ontmoette in Kingston regelmatig zangers, muzikanten, schrijvers en producers zoals Dennis Brown, Big Youth, The Wailers, Gregory Isaacs, Sly & Robbie en anderen.

## Biografie
Rose begon zijn opnamecarrière als soloartiest voor platenproducenten Yabby You en Niney the Observer. Hij kwam in 1977 bij Black Uhuru na het vertrek van Don Carlos en Garth Dennis. Hij leidde hen begin jaren 1980 tot internationaal succes, nadat hij het grootste deel van hun populaire materiaal had geschreven. Ze wonnen de allereerste Grammy Award voor reggae in 1985 voor het album Anthem, met de kenmerkende stem van Rose in de voorhoede. Na de publicatie van Anthem verliet Rose Black Uhuru en trok zich terug in de Blue Mountains in Jamaica om een koffieplantage te beginnen. Hij bracht een reeks singles uit in Jamaica, maar buiten het eiland werd niet veel van hem vernomen tot 1989, toen hij een contract kreeg bij RCA Records en het sterk door pop beïnvloede album Proud uitbracht in Europa en Japan. De deal met RCA Records was echter van korte duur en Rose keerde terug naar Jamaica om een nieuwe reeks singles op te nemen van Sly & Robbie. Hij nam ook op voor andere producenten, maar de enige albums in deze periode waren de Japanse publicaties Bonanza (1991) en King Of General (1992). De door Sly en Robbie geproduceerde singles werden uiteindelijk alleen op vinyl uitgebracht. Sly And Robbie presents: Mykall Rose - The Taxi Sessions zag in 1995 ook zijn Amerikaanse debuut als soloartiest met het album Michael Rose bij Heartbeat Records. De single Short Temper bereikte #2 in de Gavin-reggaehitlijst.
In de periode 1995-2004 bracht Heartbeat Records in totaal negen albums uit, waaronder Party in Session: Live en de compilatie Happiness: The Best Of Michael Rose. Naast deze albums verschenen er een groot aantal verschillende opnamen op tientallen Jamaicaanse vinylsingles en verschillende albums, waaronder Last Chance, dat wekenlang #1 was in de Britse reggae-hitlijsten. Hij nam ook Michael Rows the Boat Ashore op in 2001. In 2002 nam Rose de twee albums Babylon 9/11 Tip Of The Iceberg op (uitgebracht bij Love Injection in 2004) en een nog titelloos album voor African Star-records. In augustus 2002 werd Rose door US Marshals gearresteerd in Miami Airport in verband met identiteitsverwisseling. Hoewel hij werd vrijgelaten, verloor Rose zijn Amerikaanse werkvergunning.
Rose keerde terug naar Black Uhuru in februari 2004 en gaf verschillende concerten in Jamaica en Europa met de band. Ze brachten ook de Jamaicaanse single Dollars uit en hebben naar verluidt een nog titelloos en nog niet uitgebracht album opgenomen. Maar ondanks zijn hereniging met Black Uhuru, toert Rose nog steeds, neemt hij op en brengt materiaal uit als soloartiest. In 2007 nam hij de #1 single Shoot Out op voor producent John John. Zijn laatste album Great Expectations kwam begin 2008 uit bij het platenlabel Rhythm Club. In augustus 2019 bracht hij zijn eerste ska-album Ska Ska Ska uit, opgenomen met de Venezolaanse muzikant/producent Dario Amarado. Zijn uitgesproken vocale stijl, zijn tu tu tweng en andere scats hebben veel zangers geïnspireerd. Rose was ook een inaugureel lid van de jury van de Independent Music Awards om onafhankelijke artiesten te ondersteunen.

## Discografie

### Singles
- 1977: Key of Keys / Version (Trojan Rockers)
- 1995: Short Temper
- 1996: Rude Boys (Back in Town)
- 2006: Are You Ready for Something New (Rebel Cuts)
- 2006: Jump Nya Benge
- 2007: Shoot Out
- 2018: Light of Zion

### Albums
- 1990: Proud
- 1992: Bonanza (Japan)
- 1994: King Of General
- 1995: Voice of the Ghetto
- 1995: Michael Rose
- 1995: Rising Star
- 1996: Be Yourself
- 1996: Big Sound Frontline
- 1996: Nuh Carbon
- 1997: Dance Wicked
- 1997: Dub Wicked
- 1997: Selassie I Showcase
- 1998: Party in Session: Live (Heartbeat)
- 1999: Bonanza (andere versie dan de Japanse uit 1992)
- 1999: X Uhuru
- 2001: Never Give It Up
- 2002: Live in San Francisco (uitgebracht in 2003 als Live at Maritime Hall)
- 2002: Fire Fire Burning
- 2004: Happiness: The Best of Michael Rose
- 2004: Babylon 9/11 - Tip of the Iceberg
- 2005: African Roots
- 2005: African Dub
- 2006: Babylon a Fight
- 2007: Warrior
- 2007: Passion of Life
- 2007: Warrior Dub
- 2007: The Saga
- 2008: Great Expectations
- 2008: Dub Expectations
- 2012: Reggae Legend
- 2012: Showdown Inna Bloody Town
- 2019: Ska Ska Ska (InnerCat)

- Bibliothèque nationale de France: cb13999683b (data)
- International Standard Name Identifier: 0000 0000 1762 5999
- Library of Congress Control Number: n00020643
- MusicBrainz: ab336570-9bd8-47d5-8540-236f230377ee
- Nationale Bibliotheek van Tsjechië: xx0154778
- Système universitaire de documentation: 157337987
- Virtual International Authority File: 206935
- WorldCat: E39PBJvCRdM4RTBkx3KVVYkCcP